# Leptoceletes dehiscens
Leptoceletes dehiscens là một loài bọ cánh cứng trong họ Lycidae. Loài này được Green miêu tả khoa học năm 1952.